# Sein oder Nichtsein (1942)
Sein oder Nichtsein (auch: Sein oder Nichtsein – Heil Hamlet!) ist ein US-amerikanischer Spielfilm von Ernst Lubitsch aus dem Jahr 1942. Die Komödie mit Elementen von Thriller und schwarzem Humor basiert auf dem Theaterspiel Noch ist Polen nicht verloren – dem Namen der polnischen Nationalhymne – des ungarischen Dramatikers Melchior Lengyel. Sie handelt von einer Warschauer Schauspieltruppe, die in verschiedenen Verkleidungen die deutschen NS-Besatzer überlisten will. In den Hauptrollen spielen Jack Benny sowie Carole Lombard, die einen Monat vor der Uraufführung bei einem  Flugzeugabsturz starb. Während Sein oder Nichtsein bei seiner Veröffentlichung kontrovers diskutiert wurde, gilt er heute bei der Filmkritik als brillanter Komödienklassiker.

## Handlung
Warschau, 1939: Die polnischen Schauspieler eines Theaters proben eine antifaschistische Komödie, kurz bevor der Zweite Weltkrieg ausbricht. Da die polnische Regierung nicht in Konflikt mit dem Hitlerregime geraten möchte, wird das Stück vom Spielplan abgesetzt; stattdessen spielt das Ensemble Hamlet. Während des Monologs Sein oder Nichtsein hat die Ehefrau des Hauptdarstellers Joseph Tura, Maria Tura, in ihrer Garderobe ein Rendezvous mit dem jungen Fliegerleutnant Stanislaw Sobinski. Zum Entsetzen des Schauspielers Tura steht der junge Offizier während des Monologs aus dem Zuschauerraum auf und geht hinaus, was Tura als Respektlosigkeit gegenüber seiner Schauspielkunst deutet.
Während einer der Aufführungen bricht der Zweite Weltkrieg aus, und Warschau wird bombardiert. Sobinski gelangt nach England und fliegt in einer polnischen Schwadron der Royal Air Force. Der polnische Professor Siletsky ist ebenfalls bei der Air Force angestellt und gibt im Kreise der jungen polnischen Flieger bekannt, dass er in geheimer Mission in das besetzte Warschau reisen werde. Sobinski bittet ihn, eine Nachricht an die geliebte Maria Tura zu überbringen, doch macht es ihn stutzig, dass Siletsky die berühmteste Schauspielerin Polens gar nicht kennt, obwohl er angibt, in Warschau gelebt zu haben. Er berichtet davon seinen Vorgesetzten, und es wird klar, dass Siletsky ein Doppelagent sein muss. Da Siletsky zahlreiche Adressen von polnischen Untergrundkämpfern erhalten hat, wird Sobinski damit beauftragt, gleichfalls nach Warschau zu fliegen. Er trifft dort Maria, die seine Nachricht übergibt. Siletsky ist mittlerweile dort angekommen und steigt im Hotel Europejski ab. Der Professor versucht die ihm durch Sobinskis Nachricht bekannte Maria als Agentin für die Nationalsozialisten zu gewinnen; diese lässt sich scheinbar auch vom Professor überreden.
Siletsky soll sich mit dem Gestapochef Gruppenführer Erhardt treffen, um die Namen der Untergrundkämpfer weiterzugeben. Um dies zu verhindern, schlüpft das Ensemble des Theaters in die Rollen der deutschen Besatzer mit ihrer Erfahrung aus dem abgesetzten Anti-Nazi-Theaterstück: Der Professor wird von einem falschen Adjutanten zum scheinbaren Gruppenführer Erhardt gebracht, bei dem es sich jedoch um Joseph Tura handelt. Zunächst vertraut Siletsky dem verkleideten Tura und gibt ihm die Adressen. Als der Professor jedoch eine Anekdote von der angeblichen Liebesgeschichte zwischen Maria und Sobinski erzählt, enttarnt sich „Gruppenführer Erhardt“ selbst durch seine Eifersucht als Tura. Siletsky will flüchten, kann jedoch von Sobinski erschossen werden. Joseph Tura übernimmt nun die Rolle des Professors und versucht eine Kopie der Untergrundkämpfer-Adressen, die sich noch im Hotel befindet, zu vernichten wie das Original zuvor. Im Hotel erscheint aber Adjutant Schultz, der echte Adjutant von Gruppenführer Erhardt, und nimmt „Professor Siletsky“ zum echten Erhardt mit. Tura gewinnt in seiner Verkleidung das Vertrauen des unfähigen Erhardt und erfährt, dass Adolf Hitler am nächsten Tag Warschau besuchen wird. Als der Körper des echten ermordeten Siletsky am nächsten Morgen auftaucht, muss Tura kurzzeitig um sein Leben fürchten – letztlich kann er aber durch eine List Erhardt überzeugen, der echte Siletsky zu sein.
Dennoch erscheint es nur noch als eine Frage der Zeit, bis der Schwindel aufgedeckt wird, was den Tod der Theatergruppe bedeuten würde. Die Schauspieler und Sobinski machen einen neuen Plan, um Polen zu verlassen. Bei einer Theateraufführung zu Ehren des angekommenen Hitler verkleiden sich die Theaterschauspieler und Sobinski als Nazi-Offiziere. Durch ein Ablenkungsmanöver des Schauspielers Greenberg können die anderen Schauspieler aus ihrem Versteck kommen, darunter auch Darsteller Bronski, der als Hitler vor die echten NS-Soldaten tritt und Greenberg – der mit Shylocks Rede aus Der Kaufmann von Venedig das NS-Regime anprangert – scheinbar als Störenfried verhaften lässt. Wegen des angeblichen „Sicherheitsrisikos“ durch Leute wie Greenberg will Hitler (Bronski) mit seinen Offizieren (den anderen Schauspielern) sofort Polen verlassen. Gruppenführer Erhardt versucht unterdessen, Maria in ihrer Wohnung zu verführen, bis plötzlich Bronski als Hitler in die Wohnung eintritt, um sie für die Flucht mit dem Flugzeug abzuholen. Der schockierte Erhardt hält Maria für Hitlers Geliebte, und so kann auch sie mit den anderen Schauspielern aus Polen entkommen.
Die Schauspieler fliegen in einem deutschen Militärflugzeug nach Schottland – wie im Mai 1941 Rudolf Heß –, wo sie als Helden gefeiert werden. Tura spielt nun Hamlet in England, doch während seines Sein oder Nichtsein-Monologs steht erneut ein junger Mann aus dem Publikum auf, sehr zum Schrecken von Tura und Sobinski.

## Hintergrund

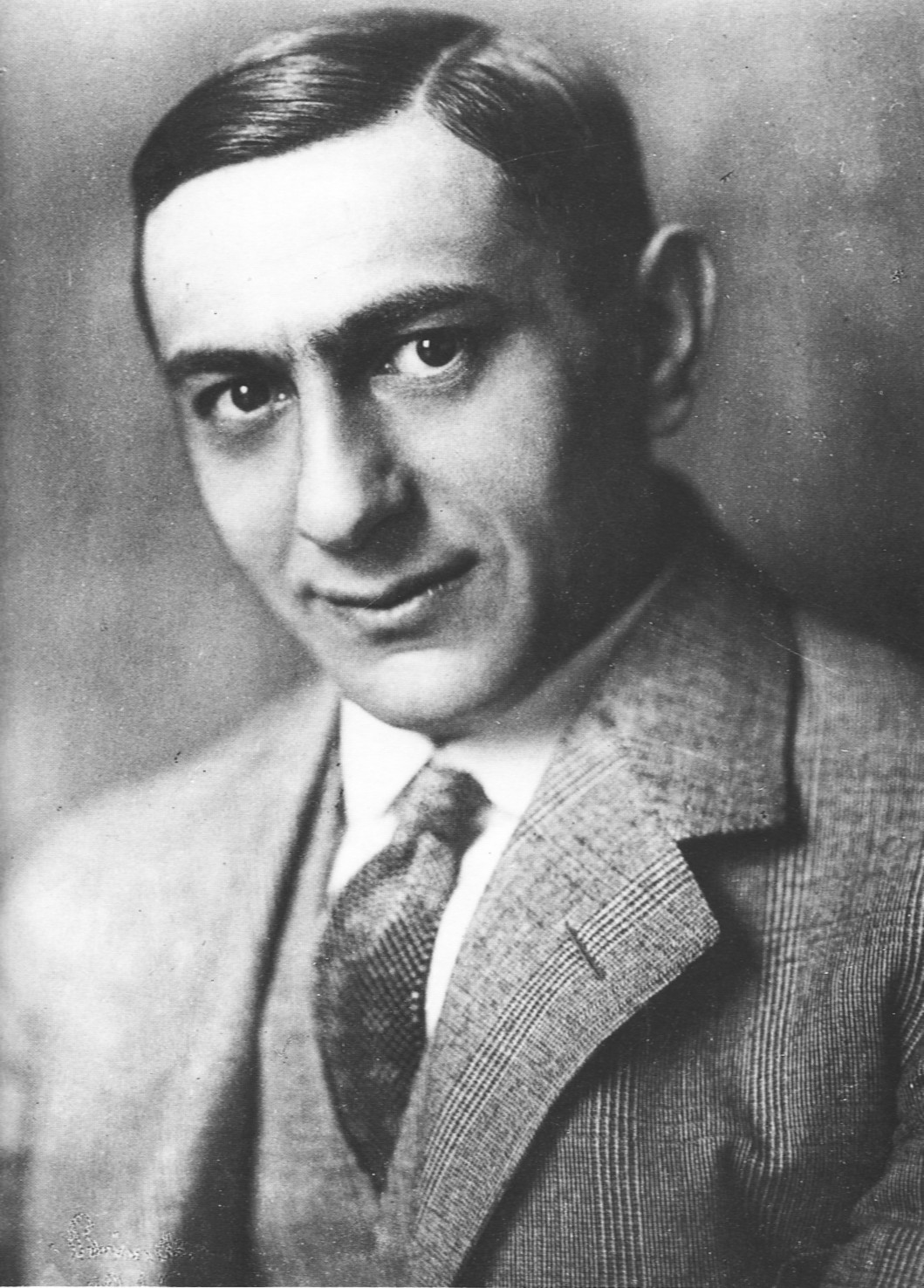
Ernst Lubitsch vor 1920 auf einer Fotografie von Alexander Binder

Ernst Lubitsch, gebürtig ein deutscher Jude, war 1922 in die Vereinigten Staaten ausgewandert. Im Angesicht des Zweiten Weltkriegs schrieb er ab Herbst 1941 Sein oder Nichtsein zusammen mit den Drehbuchautoren Melchior Lengyel und Edwin Justus Mayer. Während Lubitsch und Lengyel vor allem die Grundidee ausarbeiteten, war Mayer für die Dialoge verantwortlich. Der Autor Samson Raphaelson, der zuvor bereits mehrere Drehbücher für Lubitsch geschrieben hatte, lehnte dagegen eine Zusammenarbeit ab, weil er – wie er im Rückblick erklärte – Witze über die Nationalsozialisten im Jahre 1941, also am Höhepunkt ihrer Macht, nicht hätte machen können. Lubitsch übernahm neben der Regie auch noch die Produktion des Films; er drehte beim Filmstudio United Artists, das weitgehend abseits des Studiosystemes mit seinen mächtigen Produzenten stand und dafür bekannt war, den Regisseuren viel Freiraum zu lassen. Zwar übernahm der britische Produzent Alexander Korda die Gesamtübersicht der Produktion, doch war Korda mit Lubitsch befreundet und ließ ihm weitgehend freie Hand.
Die Dreharbeiten fanden zwischen dem 6. November und dem 23. Dezember 1941 statt, eine auch damals schon relativ kurze Zeitspanne. Das entsprach dem Grundsatz Lubitschs, dass der Hauptteil der Arbeit bereits mit dem Drehbuch getan sei. Das Budget war dagegen mit 1,2 Millionen US-Dollar überdurchschnittlich hoch.
Bei der Besetzung vertraute Lubitsch auf weitgehend prominente Darsteller: Der extrem populäre Radiokomiker Jack Benny war seine erste Wahl für den Part des Joseph Tura, obwohl Benny ansonsten nur wenige Filmrollen spielte. Wegen seiner geringen Erfahrung als Filmschauspieler zeigte sich Benny am Filmset oft nervös und unsicher, Lubitsch musste ihn häufig motivieren. Für die Rolle der Maria Tura wollte er zunächst Miriam Hopkins verpflichten, mit der er in den 1930er Jahren bereits erfolgreich gedreht hatte und deren Karriere in den Jahren zuvor ins Stocken geraten war. Die Chemie zwischen Benny und Hopkins passte allerdings nicht, außerdem wollte Hopkins ihre Rolle vergrößert wissen. Sie wurde durch Carole Lombard ersetzt, die damals als führende Komödiantin in Hollywood galt und auch mit dem Sobinski-Darsteller Robert Stack schon seit vielen Jahren privat befreundet war. Carole Lombard starb am 16. Januar 1942 im Alter von nur 33 Jahren bei einem Flugzeugabsturz (siehe Transcontinental-and-Western-Air-Flug 3). To Be or Not to Be wurde ihr letzter Film und wurde erst nach ihrem Tod in den Verleih gebracht. Wegen ihres Flugzeugtodes wurde auch Marias Satz „What can happen on a plane?“ noch aus dem bereits fertigen Film herausgeschnitten.
Neben Felix Bressart als Greenberg spielen auch noch andere, die vor dem Nationalsozialismus geflohen waren, in kleineren Rollen, etwa Helmut Dantine und Otto Reichow als Kopiloten, Adolf Edgar Licho als Souffleur, Ernö Verebes als Inspizient und Wolfgang Zilzer als Mann im Buchladen. In einer kleinen Nebenrolle gegen Ende des Films spielt außerdem der bekannte Laurel-und-Hardy-Gegenspieler James Finlayson einen schottischen Bauern mit Bart. Sig Ruman, der schon seit 1923 in den USA tätig war, spielte in einer seiner bekanntesten Rollen den „Colonel Erhardt“, der im Film als der SS-Gruppenführer „Concentration Camp Erhardt“ (Konzentrationslager-Erhardt) berüchtigt ist.

## Kritiken

### Bei der Veröffentlichung
Bei seiner Veröffentlichung rief Sein oder Nichtsein geteilte Reaktionen hervor. Zwar empfanden viele Kritiker den Film als witzige, gut gemachte Komödie, die jedoch gleichzeitig in Anbetracht der Weltsituation geschmacklos und verharmlosend sei. So schrieb Bosley Crowther, angesehener Chefkritiker der New York Times: „Zu sagen, es wäre hartherzig und makaber, untertreibt den Fall.“ Das Drehbuch sei wirr, und Lubitsch habe anscheinend einen seltsamen Sinn für Humor gehabt, als er diesen Film gemacht habe. Crowther lobte ausdrücklich die zum Zeitpunkt seiner Besprechung schon verstorbene Lombard – „schön und mit komischem Geschick“ – sowie einige Nebendarsteller, befand aber, Jack Benny spiele ein wenig zu viel sich selbst. Als Fazit gab er an: „Zu schade, dass nicht ein wenig mehr Geschmack und Einheit in den Ton des Films gebracht wurden. So wie er ist, hat man das komische Gefühl, dass Mr. Lubitsch Nero sei, der zum Brand von Rom Geige spielt.“
Lubitsch verteidigte sich gegen ähnliche Kritiken selbst in der New York Times vom 29. März 1942: „Ich hatte die zwei etablierten und anerkannten Rezepte satt: Drama mit entlastender komödiantischer Einlage und Komödie mit dramatischen Elementen. Ich wollte niemanden zu keinem Zeitpunkt von nichts entlasten: Es sollte dramatisch sein, wenn es die Situation verlangt, und Satire und Komödie dort geben, wo sie angebracht sind. Man könnte den Film eine tragische Farce oder eine farcenhafte Tragödie nennen – mir ist das egal und dem Publikum auch.“ Weltweit spielte der Film insgesamt 2,1 Millionen US-Dollar ein und war damit ein kleinerer Erfolg.

### Heutige Kritiken
Heute wird der Film von fast allen Kritikern positiv gesehen, bei Rotten Tomatoes hat er beispielsweise eine positive Wertung von 97 %.

„Nachdem er in Ninotschka den Kommunismus persiflierte, versuchte Lubitsch hier, die Nazis durch Lächerlichkeit zu töten. Er ist seinem Ziel dabei immerhin so nah gekommen, daß sein Witz niemals degoutant wirkt. […] Entstehen konnte dieser Film wohl nur, weil man damals in den USA die ganze grausige Wirklichkeit noch nicht kannte; aber es spricht für den Geschmack und die künstlerische Kraft Lubitschs, daß sein Film auch in Kenntnis dieser Wirklichkeit Bestand hat.“

„Aus diesem Stoff, der halb Hahnrei-Farce, halb Widerstandsdrama ist und halb (falls es eine dritte Hälfte gäbe) Theaterklamotte, hat der europäische Emigrant die perfekteste Hollywood-Komödie überhaupt geschaffen, eine Mischung aus Frivolität und Moral, aus politischem Witz und Dekadenz. Einen Film, der alle seine Situationen so oft umkehrt und spiegelt, bis das Unterste zuoberst ist; einen Film, der mit einem falschen Hitler den echten so treffend einfing, wie der nie sein konnte – vielleicht von Chaplins Großem Diktator abgesehen.“

„To Be or Not to Be ist eine Meisterleistung an Sarkasmus und Ernsthaftigkeit zugleich. Es ist erstaunlich, dass nicht nur Lubitsch[,] sondern alle Beteiligten an diesem Film im Kriegsjahr 1942 und angesichts der bis dahin bekannten Gräueltaten des Nationalsozialismus ihren Glauben an eine Zeit nach Hitler und an die Menschlichkeit, ihre Kraft und ihren Humor nicht verloren hatten. Sein oder Nichtsein war eben auch ein kraftvolles Zeichen der Hoffnung und ein Appell an die Bedeutung des Humors in extrem schwierigen Zeiten und für eine menschliche Zukunft.“

„Der Komik mit Grauen stilvoll verquickende Film ist eine immer noch nützliche Abrechnung mit dem Führerkult und seinen Begleiterscheinungen. Einer der besten Filme von Ernst Lubitsch, der als ätzende Satire die Schergen des Nationalsozialismus als Schmierendarsteller beschreibt und die Schauspielertruppe als tragikomische Helden ehrt.“

„Der Meister der intelligenten Komödie zeigt auch hier seine typische Handschrift.“

„Polit-Thriller als bissig-böse Anti-Nazi-Satire. Filmklassiker. (Wertung: 3½ Sterne – außergewöhnlich).“

## Auszeichnungen
Der Film erhielt eine Oscar-Nominierung für die Filmmusik von Werner R. Heymann. 1996 erfolgte die Aufnahme des Films in das National Film Registry. 2003 erstellte die Bundeszentrale für politische Bildung in Zusammenarbeit mit zahlreichen Filmschaffenden einen Filmkanon für die Arbeit an Schulen und nahm diesen Film in ihre Liste mit auf. Das American Film Institute wählte Sein oder Nichtsein 2000 auf Platz 49 der besten US-Komödien aller Zeiten.

## Synchronisation
Die Synchronisation entstand 1960 für das Kino bei der Berliner Synchron AG. Synchronregie führte Klaus von Wahl, das Dialogbuch stammt von Fritz A. Koeniger.
| Rolle                                    | Darsteller      | Deutsche Synchronstimme |
| ---------------------------------------- | --------------- | ----------------------- |
| Maria Tura                               | Carole Lombard  | Edith Schneider         |
| Joseph Tura                              | Jack Benny      | Holger Hagen            |
| Lt. Stanislav Sobinski                   | Robert Stack    | Jan Hendriks            |
| Schauspieler Grünberg                    | Felix Bressart  | Alfred Balthoff         |
| Schauspieler Rawitch                     | Lionel Atwill   | Arnold Marquis          |
| Schauspieler Bronski (Hitler-Darsteller) | Tom Dugan       | Curt Ackermann          |
| Mr. Dobosh, Theaterproduzent             | Charles Halton  | Hans Hessling           |
| Professor Siletsky                       | Stanley Ridges  | Siegfried Schürenberg   |
| Gruppenführer Erhardt                    | Sig Ruman       | Werner Lieven           |
| Adjutant Schultz                         | Henry Victor    | Benno Hoffmann          |
| Anna, Hausdame im Theater                | Maude Eburne    | Ursula Krieg            |
| Mann im Buchladen                        | Wolfgang Zilzer | Walter Bluhm            |

## Adaptionen
1983 entstand, ebenfalls unter dem Titel Sein oder Nichtsein, mit Mel Brooks als Frederick Bronski (Joseph Tura), Anne Bancroft in der Rolle der Anna Bronski (Maria Tura) sowie José Ferrer als Professor Siletsky eine Neuverfilmung.
Am 14. Oktober 2008 hatte eine Bühnenadaptation des Films von Nick Whitby Premiere am Samuel J. Friedman Theatre, Broadway, in London. Die deutschsprachige Erstaufführung fand 2009 am Deutschen Theater Berlin statt, die österreichische Erstaufführung war am 15. März 2012 in den Wiener Kammerspielen.
Die Bühnenadaption von Jürgen Hofmann erschien unter dem Titel Noch ist Polen nicht verloren. Die Österreich-Premiere fand am 27. Februar 2003 im Stadttheater Klagenfurt statt. Das Stück wurde unter diesem Titel an zahlreichen Theatern im deutschsprachigen Raum nachgespielt.